# Henri d'Atholl
Henri d'Atholl (mort en 1211) (gaélique: Eanraig mac Mhaoil) est Mormaer d'Atholl  entre la décennie 1190 et sa mort.

## Contexte
Henri est le fils et successeur de Maol Choluim Mormaer d'Atholl en Écosse. Il meurt lui-même en 1211 sans laisser d'héritier masculin mettant ainsi fin à la lignée de Mormaer celtique d'Atholl. Avant sa mort ses deux filles et cohéritières avaient épousé de puissants barons :
- Isabella:  Thomas de  Galloway, le frère cadet du puissant Alan de Galloway
- Forbhlaith: l'Anglo-normand David de Hastings († 1247).

## Sources
- (en) Alan Orr Anderson Early Sources of Scottish History: AD 500-1286, Vol. II, (Edinburgh, 1922), p. 478, n. 8
- (en) John.L.Roberts  Lost Kingdoms Celtic scotland and the Middle Ages Edinburgh University Press (Edinburgh 1997)  (ISBN 0748609105)p. 54–5.